# Josef Maria Odermatt
Josef Maria Odermatt (* 1. April 1934 in Stans; † 6. November 2011 in Oberdorf) war ein Schweizer Bildhauer und Zeichner. Er gehörte zu den wichtigsten Eisenplastikern der Schweiz.

## Leben

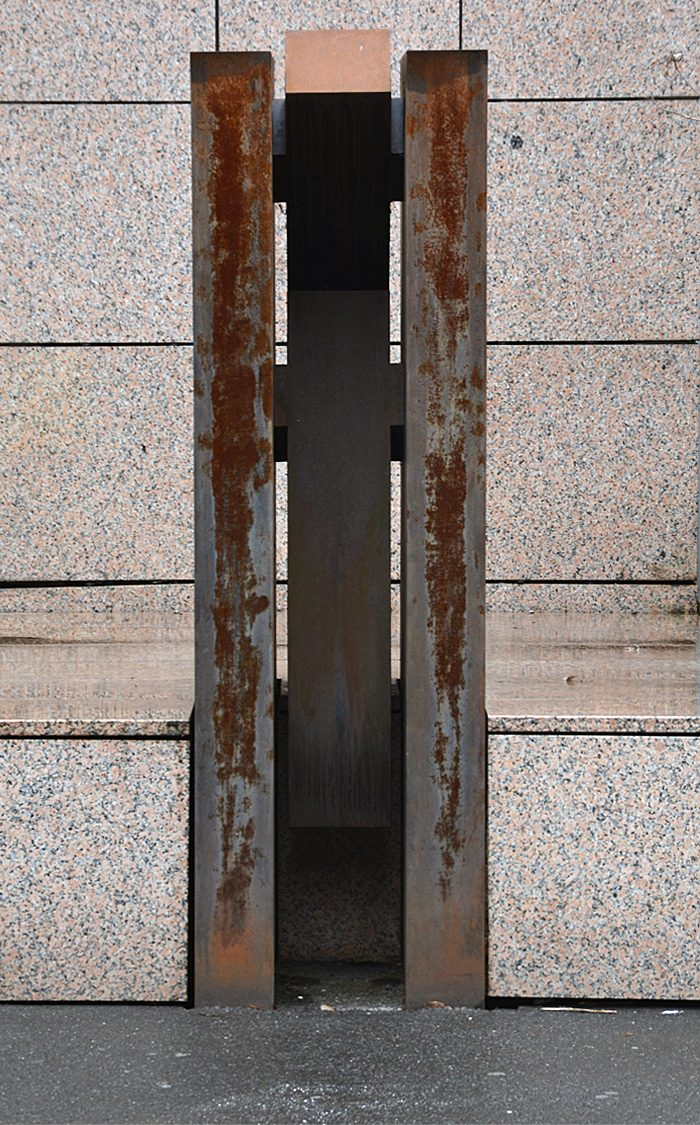
«Vier Elemente», Eisenplastik in Zug

Odermatt wurde als drittes von elf Kindern einer Sattlerfamilie geboren. Nach dem Volksschulabschluss machte er eine Lehre als Schlosser und besuchte Kurse an der Kunstgewerbeschule Luzern. Von 1958 bis 1960 absolvierte er die Gewerbeschule Basel und schloss diese als diplomierter Schlossermeister ab. 1960/1961 verbrachte er in Paris. Dort lernte er den Bildhauer und Eisenplastiker Robert Müller und den Maler Bruno Müller kennen. Ab 1962 hatte er in Stans-Oberdorf ein eigenes Haus mit einer Schmiede-Werkstatt. Im Jahr 1963 hielt er sich in Italien auf. 1965 baute er sich ein Atelierhaus in der Hueb oberhalb von Stans.
Odermatt war Vorstandsmitglied der Kunstgesellschaft Luzern und von 1986 bis 1998 Mitglied der Gottfried Keller-Stiftung. Er war verheiratet mit der Kunsthistorikerin Regula Bürgi; das Paar hatte drei Kinder, darunter die Filmemacherin Thaïs Odermatt.

## Werk und Ausstellungen
Odermatts Eisenplastiken reflektieren zumeist industrielle Produktionsvorgänge. In seinen frühen Werken verzichtete er auf das Schweissen. Die einzelnen Teile seiner Plastiken verband er durch Scharniere, Nieten und Schrauben. Dabei legte er speziellen Wert auf die manuelle Bearbeitung des Materials unter Einsatz körperlicher Kraft. Seine späteren Arbeiten haben einen anderen Charakter auf. Ab 1993 verwendete er anstelle von Schrauben und Scharnieren teilweise die Schweisstechnik oder verkeilt die Eisenteile ineinander. Er wendete sich mehr strengen, geometrischen und oft symmetrischen Formen zu, die harmonisch und in sich geschlossen wirken. Viele Plastiken haben einen kubischen Charakter.
1971 hatte Odermatt seine erste Einzelausstellung. Es folgten zahlreiche weitere Ausstellungen. 
Seine Werke stehen in zahlreichen Museen der Schweiz.

## Auszeichnungen
- 1968 Kiefer-Hablitzel-Stipendium
- 2004 Innerschweizer Kulturpreis